# Colin Cameron (football)
Pour les articles homonymes, voir Colin Cameron et Cameron.
Colin Cameron (né le 23 octobre 1972 à Kirkcaldy, Fife, Écosse) est un footballeur international écossais.

## Carrière en club
Sa carrière de joueur a principalement été marquée par trois étapes : début en Écosse, d'abord aux Raith Rovers, son club formateur, puis à Heart of Midlothian ; passage ensuite en Angleterre, principalement aux Wolverhampton Wanderers mais aussi à Coventry City et aux MK Dons ; enfin, retour en Écosse, à Dundee FC et à Cowdenbeath, où il commença sa carrière d'entraîneur, avec un poste d'entraîneur-joueur.
Lors de son passage à Raith Rovers, alors en deuxième division écossaise, il fit partie de l'équipe victorieuse de la Coupe de la Ligue écossaise en 1995 ce qui permit à son club de jouer sa première (et pour l'instant unique) campagne européenne, marquée par les victoires contre les champions des Îles Féroé, GÍ Gøta, puis d'Islande, ÍA Akranes, avant d'être éliminé au troisième tour par le grand Bayern Munich.

## Carrière internationale
Durant sa carrière, il connaît 28 sélections avec l'Écosse, inscrivant deux buts, contre la Lituanie et Saint-Marin. Il participa aux campagnes qualificatives infructueuses pour les championnats d'Europe 2000 et 2004 ainsi qu'à celles pour les Coupes du monde 2002 et 2006.

## Palmarès
- avec Raith Rovers :
  - Champion de division 2 écossaise : 2 (1992-1993 et 1994-1995)
  - Coupe de la Ligue écossaise : 1 (1994-1995)

- avec Heart of Midlothian :
  - Coupe d'Écosse : 1 (1997-1998)

- avec Wolverhampton Wanderers :
  - Barrages de promotion du Championnat de division 2 anglaise : 1 (2002-2003)

- avec MK Dons :
  - Football League Trophy : 1 (2007-2008)
  - Champion de division 4 anglaise : 1 (2007-2008)